# إف يو وير ويذ مي ناو
«إف يو وير ويذ مي ناو» (بالإنجليزية: If You were With )‏ أو «لو كنت معي الآن» هي أغنية بوب من تأليف وإنتاج الثنائي الإنجليزي ستوك وواترمان، ومن أداء مغنية البوب الأسترالية كايلي مينوغ ومغني الآر أند بي الأمريكي كيث واشنطن على ألبوم مينوغ الرابع ليتس غيت تو إت (1991). تم إصدارها كثاني أغنية منفردة في خريف 1991 بعد ردود الفعل الإيجابية من محطات الإذاعة ووصلت إلى المركز في المملكة المتحدة والعشرة الأوائل في ايرلندا وجنوب افريقيا فضلا عن الثلاثين الأوائل في أستراليا. الأغنية هي أول أغاني مينوغ الناجحة والتي شاركت في تأليفها. سجل كل من مينوغ وواشنطن مقاطعهما في أوقات منفصلة في استوديو ستوك أيتكين واترمان في لندن. ولم يلتقيا لاحقا حتى تصوير الفيديو كليب. كذلك فكلاهما ظهرا في لقطات منفصلة ولم يظهرا معا، ولا توجد علامات واضحة أن مشاهدهما سجلت في نفس الموقع.